# San Giorgio di Nogaro (stacja kolejowa)
San Giorgio di Nogaro (włoski: Stazione di San Giorgio di Nogaro) – stacja kolejowa w San Giorgio di Nogaro, w regionie Friuli-Wenecja Julijska, we Włoszech. Znajdują się tu 2 perony.

## Historia
Stacja została otwarta 26 sierpnia 1888 roku, kiedy otwarto linię kolejową do Palmanova. W dniu 31 grudnia 1888 roku stacja uzyskała połączenie z Portogruaro i zakończono budowę linii z Wenecji. Wreszcie 18 października 1897 roku stacja została połączona z Cervignano kończąc tym samym całą linię kolejową Wenecja – Triest. W 1997 linia Palmanova – San Giorgio di Nogaro została zamknięta.

## Połączenia
Połączenia dalekobieżne:
- InterCityNotte „Marco Polo” do Bolonii, Florencji, Rzymu, Neapolu
- InterCityNotte „Tergeste” do Ankony, Bari, Lecce